# 薩阿迪·格達費
薩阿迪·格達費（阿拉伯语：الساعدي معمر القذافي；1973年5月25日—）是利比亞前領導人穆阿邁爾·格達費的三子，由第二任妻子薩菲亞·法卡許所生，妻子是利比亞某軍事指揮官的女兒。為利比亞商人及前足球運動員，而他曾任利比亞特種部隊的司令官，並參與2011年利比亞內戰。國際刑警組織（Interpol）已經對他發出橙色通緝令。薩阿迪與他父親有著密不可分的關係。
他也投資了1億美元做為電影基金。2014年3月5日，他在尼日尔被逮捕并引渡回国。2021年9月獲釋，隨即離開利比亞前往伊斯坦堡。

## 足球生涯
薩阿迪在的黎波里阿赫利中表現良好。BBC於2000年6月6日的報導中表示，他同意和马耳他联赛冠军比爾基爾卡拉簽約並參加歐洲冠軍聯賽。但這項協議最後還是未能實現。
2003年，他加盟意大利甲級聯賽球隊佩魯賈。但由於藥物檢驗未過，只上場比賽一次。意甲球隊尤文圖斯也曾是薩阿迪的加盟考慮對象之一，因為利比亞政府擁有該球隊7.5％的股權，但他最終還是加盟了佩魯賈。
他也是利比亞國家足球隊、家鄉的黎波里的足球俱樂部隊長，及利比亞足球協會的主席。
他在桑普多利亞足球俱樂部期間並沒有任何出場紀錄。

### 戰績統計
| 球會表現 | 球會表現   | 球會表現 | 聯賽 | 聯賽                              | 足總盃   | 足總盃   | 聯賽盃 | 聯賽盃 | 洲際賽 | 洲際賽 | 總數 | 總數 |
| 球季     | 球會       | 聯賽     | 出場 | 入球                              | 出場     | 入球     | 出場   | 入球   | 出場   | 入球   | 出場 | 入球 |
| 意大利   | 意大利     | 意大利   | 聯賽 | 聯賽                              | 意大利盃 | 意大利盃 | 联赛杯 | 联赛杯 | 歐洲賽 | 歐洲賽 | 總數 | 總數 |
| -------- | ---------- | -------- | ---- | --------------------------------- | -------- | -------- | ------ | ------ | ------ | ------ | ---- | ---- |
| 2003-04  | 佩魯賈     | 意甲     | 1    | 0                                 |          |          |        |        |        |        |      |      |
| 2004-05  | 佩魯賈     | 意乙     | 0    | 0                                 |          |          |        |        |        |        |      |      |
| 2005-06  | 烏甸尼斯   | 意甲     | 1    | 0                                 |          |          |        |        |        |        |      |      |
| 2006-07  | 桑普多利亞 | 意甲     | 0    | 0                                 |          |          |        |        |        |        |      |      |
| 總和     | 意大利     | 意大利   | 2    | 0\|\|\|\|\|\|\|\|\|\|\|\|\|\|\|\| |          |          |        |        |        |        |      |      |
| 總和     | 總和       | 總和     | 2    | 0\|\|\|\|\|\|\|\|\|\|\|\|\|\|\|\| |          |          |        |        |        |        |      |      |

## 商務活動
2006年，薩阿迪與利比亞政府推出了一個都市計畫，希望在突尼西亞和的黎波里的邊界延長40公里，建立一座類似於香港的半自治城市。高科技產業、銀行、醫療和教育中心將可以享有免簽證即可進入城市的優待。全市擁有自己的國際機場和主要港口。他承諾會容許猶太教在該城建立教堂及教會，達到無歧視的目標。這座城市亦會大量引進西方文化的設備，他認為歐美國家的企業會相當歡迎與感到熟悉。
他也是利比亚主权基金对外投资公司的老闆。曾加入了家族内涉及可口可乐特许经销权利益的斗争。

## 官司
2010年7月，他因為未付2007年夏天在利古里亞豪華酒店停留長達一個月的帳單，義大利法院下令薩阿迪得償還392,000歐元。

## 2011年利比亞內戰
利比亞士兵在接受BBC採訪時聲稱，薩阿迪於內戰爆發之初前往班加西的軍營視察時曾下令攻擊手無寸鐵的示威者。他證實的確有前往軍營，但否認有下令對示威者開槍。
薩阿迪也將軍隊戰術進行重大改變。重步兵、坦克與裝甲車體型大又行動緩慢，容易成為叛軍突擊和盟軍空襲的目標，因此他認為打擊叛軍時的裝備應該要小、快及多功能。
2011年8月21日，萨阿迪在的黎波里战事中一度傳出被利比亞國民解放軍逮捕的錯誤消息。不過，他的住所已經被國民解放軍占領，記者則在住所裡的辦公室發現標題為「Boyz Tracks」的同性戀色情片光碟。
2011年8月24日，他聯絡CNN，表示他有權利與解放軍進行談判，並希望與美國及北約討論停火事宜。8月31日，他聯絡阿拉比亞電視台（العربية），表示父親已經在為下台做準備，並希望和利比亞國家過渡委員會進行對話。
同年9月11日，薩阿迪以人道為理由的前提下逃到尼日。9月29日，時任尼日總理Brigi Rafini表示不會引渡薩阿迪回國接受審判。
2011年11月11日，時任尼日總統穆罕默杜·伊素福表示政府要對薩阿迪進行「人道政治庇護」。
格達費政權倒台後，薩阿迪的行蹤變的更難掌握。2014年3月，萨阿迪被引渡到利比亚。2018年，的黎波里上诉法院裁定薩阿迪2005年谋杀一足球教练的指控不成立。2021年9月，薩阿迪獲得釋放。

## 外部連結
- （英文）格達費退出烏甸尼斯 （页面存档备份，存于）